# Canton de Belcaire
Le canton de Belcaire est une ancienne division administrative française située dans le département de l'Aude.

## Géographie
Ce canton était organisé autour de Belcaire dans l'arrondissement de Limoux. Son altitude variait de 544 m (Joucou) à 2 059 m (La Fajolle) pour une altitude moyenne de 953 m.

## Représentation

### Conseillers généraux de 1833 à 2015
| Période | Période             | Identité                                              | Étiquette     | Qualité |
| ------- | ------------------- | ----------------------------------------------------- | ------------- | --- |
| 1833    | 1848                | Antoine Louis Alphonse Fondi de Niort                 |               | Juge de paix de Belcaire Maire de Niort-de-Sault |
| 1848    | 1849                | Paul Vuillier                                         |               | Négociant à Gincla |
| 1849    | 1871                | Antoine Marie Marcien Fondi de Niort                  |               | Juge de paix à Belcaire, propriétaire à Niort-de-Sault                                                                                                  |
| 1871    | 1885 (décès)        | Marcien Fondi de Niort (1809-1885, fils du précédent) | Conservateur  | Magistrat - Propriétaire à Niort-de-Sault |
| 1885    | 1891                | Marcien Fondi de Niort (1848-1918, fils du précédent) | Conservateur  | Magistrat - Propriétaire à Niort-de-Sault |
| 1892    | 1898                | Jean-Baptiste Pugens                                  | Gauche        | Médecin - Propriétaire Maire de Belcaire (1848→1888) |
| 1898    | 1918 (décès)        | Marcien Fondi de Niort                                | Conservateur  | Magistrat, ancien Procureur de la République à Tizi-Ouzou - Propriétaire à Niort-de-Sault                                                               |
| 1919    | 1921 (invalidation) | Joseph Martre                                         | Conservateur  | Huissier à Quillan, maire de Belcaire |
| 1921    | 1928                | Jules Farineau                                        | Rad.          | Horloger Maire d'Espezel |
| 1928    | 1940                | Antonin Carbou                                        | Rad.          | Industriel, propriétaire à La Fajolle |
|         |                     |                                                       |               | |
| 1942    | 1944 (décès)        | Jacques Vaquié                                        |               | Maire de Camurac Nommé conseiller départemental en 1942                                                                                                 |
|         |                     |                                                       |               | |
| 1945    | 1958                | Léon Sicre (1900-1967)                                | Rad.          | Maire de Belvis |
| 1958    | 1976                | Pierre Vaquié                                         | Rad. puis UDR | Maire de Camurac |
| 1976    | 1982                | Guy Bayle                                             | PS            | Hôtelier |
| 1982    | 1996 (décès)        | Henri Pelofy                                          | RPR           | Conseiller régional Adjoint au maire de Belcaire |
| 1997    | 2001                | Guy Bayle                                             | PS            | Hôtelier à Belcaire |
| 2001    | 2008                | Jean-Louis Siffre                                     | RPR puis UMP  | Retraité de l'enseignement Maire de Rodome |
| 2008    | 2015                | Francis Savy                                          | PS            | Salarié agricole Maire de Mazuby Ancien Président de la Communauté de Communes du Pays de Sault Élu en 2015 dans le canton de la Haute-Vallée de l'Aude |

### Conseillers d'arrondissement (de 1833 à 1940)
| Période                                  | Période          | Identité                   | Étiquette               | Qualité |
| ---------------------------------------- | ---------------- | -------------------------- | ----------------------- | --- |
| 1833                                     | 1839             | Jean Charles Michel Calvel |                         | Notaire à Aunat                                                                                             |
| 1839                                     | 1845             | M. Lasalle                 |                         | Surnuméraire dans les contributions directes à Carcassonne, suppléant du juge de paix à Belcaire            |
| 1845                                     | 1848             | Jean-Baptiste Pugens       |                         | Maire de Belcaire                                                                                           |
|                                          |                  |                            |                         | |
| 1889                                     |                  | M. Richard                 | Républicain             | |
|                                          |                  |                            |                         | |
| 1907                                     | 1913             | M. Martre                  | Républicain indépendant | Maire de Belcaire                                                                                           |
| 1913                                     | 1919             | M. Bedel                   | Radical                 | Maire de Roquefeuil                                                                                         |
| 1919                                     | 1920 (démission) | M. Pagès                   | Républicain             | |
|                                          |                  |                            |                         | |
|                                          | 1940             | Lucien Siffre (1862-1943)  | Radical                 | Médecin, propriétaire à Aunat                                                                               |
| 1940                                     |                  |                            |                         | Les conseils d'arrondissement ont été suspendus par la loi du 12 octobre 1940 et n'ont jamais été réactivés |
| Les données manquantes sont à compléter. |                  |                            |                         | |

## Composition
Le canton regroupait dix-sept communes. 
| Nom                  | Code Insee | Intercommunalité         | Superficie (km2) | Population (dernière pop. légale) | Densité (hab./km2) |
| -------------------- | ---------- | ------------------------ | ---------------- | --------------------------------- | ------------------ |
| Belcaire (chef-lieu) | 11028      | CC des Pyrénées Audoises | 30,68            | 416 (2014)                        | 14                 |
| Aunat                | 11019      | CC des Pyrénées Audoises | 10,62            | 55 (2014)                         | 5,2                |
| Belfort-sur-Rebenty  | 11031      | CC des Pyrénées Audoises | 5,24             | 37 (2014)                         | 7,1                |
| Belvis               | 11036      | CC des Pyrénées Audoises | 23,61            | 160 (2014)                        | 6,8                |
| Campagna-de-Sault    | 11062      | CC des Pyrénées Audoises | 10,40            | 18 (2014)                         | 1,7                |
| Camurac              | 11066      | CC des Pyrénées Audoises | 11,61            | 107 (2014)                        | 9,2                |
| Comus                | 11096      | CC des Pyrénées Audoises | 14,07            | 38 (2014)                         | 2,7                |
| Espezel              | 11130      | CC des Pyrénées Audoises | 14,31            | 198 (2014)                        | 14                 |
| La Fajolle           | 11135      | CC des Pyrénées Audoises | 15,79            | 10 (2014)                         | 0,63               |
| Fontanès-de-Sault    | 11147      | CC des Pyrénées Audoises | 5,29             | 5 (2014)                          | 0,95               |
| Galinagues           | 11160      | CC des Pyrénées Audoises | 4,14             | 24 (2014)                         | 5,8                |
| Joucou               | 11177      | CC des Pyrénées Audoises | 6,44             | 35 (2014)                         | 5,4                |
| Mazuby               | 11229      | CC des Pyrénées Audoises | 8,96             | 25 (2014)                         | 2,8                |
| Mérial               | 11230      | CC des Pyrénées Audoises | 17,19            | 30 (2014)                         | 1,7                |
| Niort-de-Sault       | 11265      | CC des Pyrénées Audoises | 22,11            | 18 (2014)                         | 0,81               |
| Rodome               | 11317      | CC des Pyrénées Audoises | 11,77            | 132 (2014)                        | 11                 |
| Roquefeuil           | 11320      | CC des Pyrénées Audoises | 22,38            | 283 (2014)                        | 13                 |

## Démographie
| 1962  | 1968  | 1975  | 1982  | 1990  | 1999  | 2006  | 2011  | 2012  |
| ----- | ----- | ----- | ----- | ----- | ----- | ----- | ----- | ----- |
| 2 906 | 2 466 | 2 069 | 1 799 | 1 587 | 1 579 | 1 626 | 1 667 | 1 656 |